# Ringasd el magad
1972. je objavljen drugi album Locomotiv GT-a, Ringasd el magad (Uljuljaj se). Bio je to posljednji album na kojem je svirao Károly Frenreisz.

## Pjesme na albumu
1. Cirkusz (Cirkus) (Tamás Barta – Anna Adamis) – 4:30
2. A szerelem börtönében (U zatvoru ljubavi) (Gábor Presser – Anna Adamis) – 3:08
3. Szerenád – szerelmemnek, ha lenne (Serenada - ljubavi, ako će je biti) (Gábor Presser) – 2:25
4. A semmi kertje (Vrt ništavila) (Károly Frenreisz – Anna Adamis) – 4:30
5. Lincoln fesztivál blues (Tamás Barta – Károly Frenreisz) – 4:58
6. Ne szédíts (Ne izazivaj vrtoglavicu) (Károly Frenreisz – Anna Adamis) – 3:20
7. Kakukkos karóra (Ručni sat s kukavicom) (Tamás Barta – Anna Adamis) – 2:01
8. Kotta nélkül (Bez notnog zapisa) (Gábor Presser – Anna Adamis) – 6:34
9. Azt hittem (Mislio sam) (Tamás Barta – Gábor Presser) – 5:26
10. Megvárlak ma délben (Pričekat ću te danas u podne) (Károly Frenreisz) – 3:56
11. Ringasd el magad (Uljuljaj se) (Gábor Presser – Anna Adamis) – 1:09

## Suradnici
- Tamás Barta – vokal, električna, akustična i slide gitara, bendžo
- Károly Frenreisz – vokal, Fender bas, sopran i tenor saksofon, flauta, oboa
- József Laux – Ludwig-bubanj, udaraljke
- Gábor Presser – vokal, Hammond orgulje, klavir, električni klavir, ksilofon, vibrafon, marimba, generator zvuka
- Anna Adamis – tekstovi pjesama
- Sarolta Zalatnay
- komorni zbor Bartók pod vodstvom Mihálya Tótha

### Produkcija
- Judit Lukács – ton majstor
- Zoltán Hézser – glazbeni urednik
- István Bara – fotografije
- Tamás Féner – fotografije u boji
- György Kemény – grafika

## Vanjske poveznice
- Informacije na službenoj stranici LGT-a  Arhivirana inačica izvorne stranice od 30. svibnja 2007. (Wayback Machine)
- Informacije na Hungarotonovoj stranici  Arhivirana inačica izvorne stranice od 19. studenoga 2005. (Wayback Machine)